# Снеговая полёвка
Снеговая полёвка, или европейская снеговая полёвка (лат. Chionomys nivalis) — грызун рода снеговых полёвок.

## Общие сведения
Размеры тела 130—150 мм, длина хвоста 60—70 мм. Окраска верха тела от пепельно-серой к более светлой — серовато-палевой. Хвост светлее тела, как правило одноцветный, покрыт густыми волосками.
Обитает на скальных участках верхнего лесного и альпийского поясов горных районов на высоте 1000—4700 метров над уровнем моря. Современный ареал простирается от Кастильских гор на Пиренейском полуострове до Кавказского хребта, Копетдага и гор Загрос в Иране на востоке. В эпоху позднекайнозойских оледенений входили в состав вюрмских лемминговых фаун, а ареал простирался на север до Британских островов. С тех пор остались отдельные изолированные участки ареала в центральной Испании, Италии, Копетдаге, Северном Кавказе, в том числе в районе Пятигорья.
Ведёт сумеречный образ жизни. Питается надземными частями травянистых и кустарниковых растений, ягодами. Характерны «кормовые столики», расположенные под камнями.